# Церковь Покрова Пресвятой Богородицы (Покровское, Ростовская область)
Церковь Покрова Пресвятой Богородицы (Покровский храм) — православный храм Ростовской и Новочеркасской епархии, Таганрогское благочиние, находящийся в селе Покровское Неклиновского района Ростовской области.
Адрес: 346830, Ростовская область, Неклиновский район, село Покровское, ул. Фрунзе, 86.

## История до революции
На реке Миус, близ Таганрога, Области Войска Донского, в 1769 запорожскими казаками и казёнными крестьянами были основаны три слободы — Нижняя (Николаевка), Средняя (Троицкая) и Верхняя (Покровская).
В 1782 году в Верхней слободе была построена деревянная церковь, освящённая в честь праздника Покрова Пресвятой Богородицы, после чего эта слобода стала именоваться селом Покровским. Простояла деревянная церковь до начала XX века. Строительство нового каменного храма началось около 1879 года. Храм был создан на искусственном насыпном холме в центре села Покровское, имел традиционную для православных храмов ориентацию продольной оси в направлении с запада на восток. С его паперти открывался вид на долину реки Миус. Освятили церковь в 1892 году.
Храм был построен по одному из образцовых проектов, собранных в альбомах известного архитектора Константина Тона. Получился очень красивый, имел три престола, был окружён железной оградой, а подъём, ведущий к колокольне, был вымощен камнем.
В 1930-е годы церковь закрыли, её здание приспособили в 1936 году под клуб. Во время Великой Отечественной войны в неё попала авиабомба, разрушив здание. На уцелевшим фундаменте церкви после войны было построено двухэтажное здание, где разместился районный комитет партии. Но ещё в 1944 году в селе Покровском возобновились богослужения, но уже на новом месте — на улице Фрунзе был расположен бесхозный дом, который власти отдали прихожанам под церковь. В здании на месте бывшего храма позже разместился райком ВЛКСМ, затем — Дом пионеров, а потом — Центр внешкольной работы.

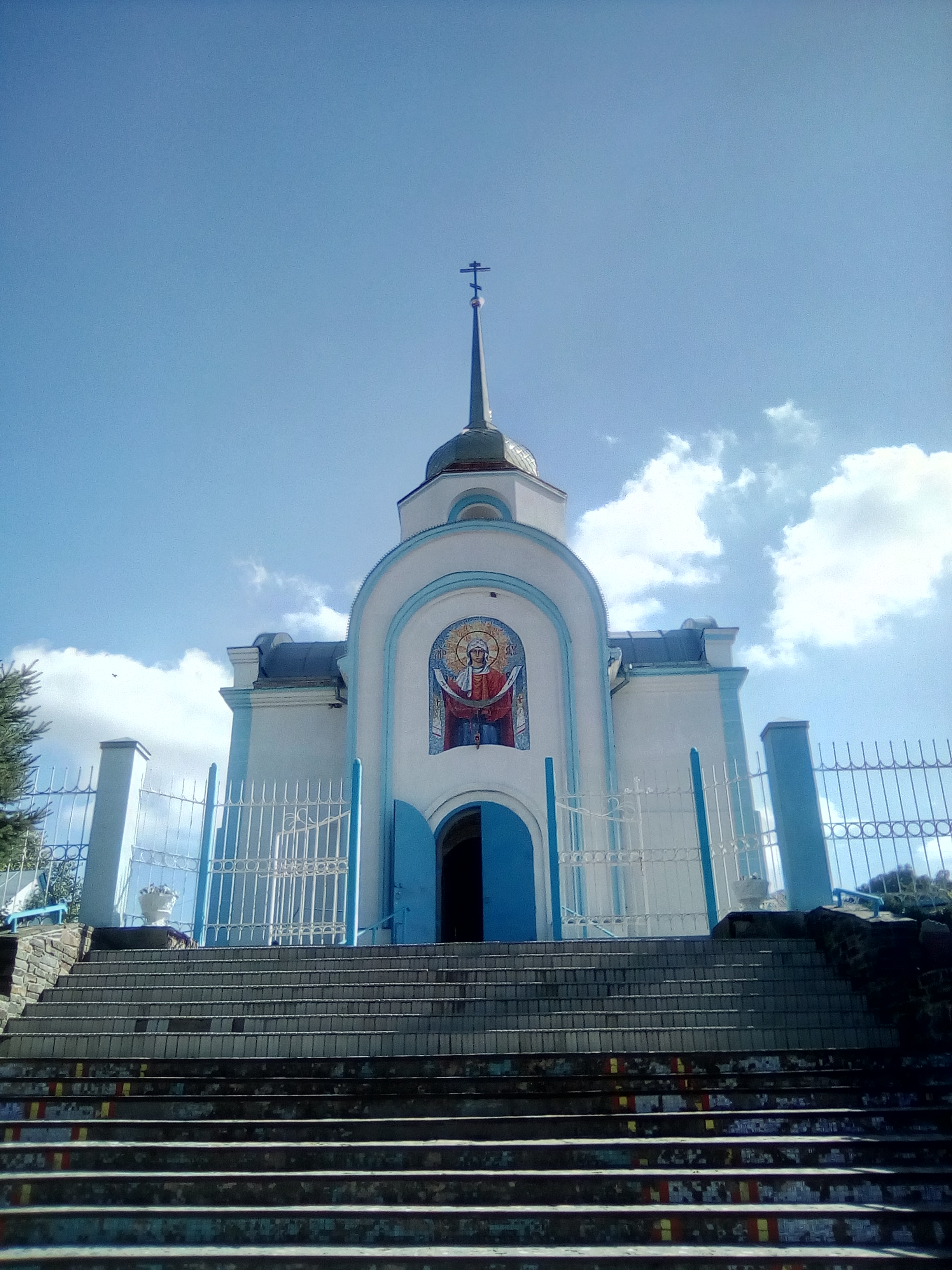
Храм в 2019 году

В 1989 году в селе заговорили о создании нового храма или на его бывшем месте, или на новом. Только в 1999 году глава районной администрации А. А. Геращенко сообщил, что бывшее место храма и здание ЦРБ передаются под строительство нового храма. В мае 2001 года настоятелем прихода был назначен священник Геннадий Журкин, и в этом же году по благословению архиепископа Ростовского и Новочеркасского Пантелеимона приступили к реконструкции храмового здания, а на его территории началось строительство хозблока, включающего трапезную, просвирню, котельную и прачечную. 
Весной 2003 года в храме начались богослужения. В 2004 году на пожертвования селян была приобретена новая звонница, состоящая из семи колоколов, включая благовест весом 400 кг. С этого же года при храме действует Воскресная школа. В 2007 году над входом в здание была надстроена колокольня, а в 2009 году создан барабан для будущего купола. В 2011 году был изготовлен и установлен основной купол храма, а также завершилась реконструкция здания. В течение 2012—2013 годов были выполнены наружные отделочные работы.
Настоятель Покровскогой храма — протоиерей Геннадий Павлович Журкин.